# Rosengård (Malmø)
 For alternative betydninger, se Rosengård (flertydig). (Se også artikler, som begynder med Rosengård)
Rosengård er en bydel i Malmø i Skåne. I Rosengård bor knap 24.000 personer. Rosengård er en bydel med hovedsageligt højhuse opført i 1960'erne og 1970'erne. Zlatan Ibrahimovic er opvokset der.

## Befolkningssammensætning
Rosengård har 23.653 beboere (pr. 31. december 2011), hvoraf 86% har udenlandsk baggrund. 60% er født uden for Sverige, mens 26% er født i Sverige, mens deres forældre er indvandrere. De hyppigste indvandrerlande er Irak, Jugoslavien, Libanon og Afghanistan.
1/3 af beboerne er under 18 år (landsgennemsnittet er 1/5). 14,7% af de unge har en eller flere domme bag sig, hvilket er den højeste andel i landet.
En plads opkaldt efter Zlatan Ibrahimovic blev indviet i 2006 ved Cronmans väg.

## Henvisning
1. ↑  Jan Jönsson (6. oktober 2007). "Zlatan besöker Rosengård". Sydsvenska.{{cite news}}:  CS1-vedligeholdelse: url-status (link)

- Malmø-Rosengård

55°35′15″N 13°2′30″Ø / 55.58750°N 13.04167°Ø